# Tom Hagen
Thomas Feargal „Tom” Hagen (ur. 1910, zm. sierpień 1964) – bohater powieści Maria Puzo pt. Ojciec chrzestny. W 1972 roku po raz pierwszy zekranizowano tę powieść, w rolę Toma wcielił się Robert Duvall. 

## Historia
Tom jest pochodzenia irlandzko-niemieckiego. Po śmierci matki wylądował na ulicy. Tam też doznał poważnej infekcji oka, przez co wzbudzał wśród niewyedukowanych mieszkańców Nowego Jorku strach. Na szczęście spotkał Santino Corleone, który postanowił zabrać kolegę do swojego domu. W domu Rodziny Corleone Tom zaznał wiele ciepła. Don pomógł mu wyzbyć się infekcji oka i pozwolił zamieszkać w ich rodzinnym domu. Nie zmienił jednak nazwiska, gdyż (wg Vita Corleone) byłby to ewidentny brak szacunku dla rodziców Toma.
Tom Hagen postanowił studiować prawo. Don Corleone natomiast myślał, iż jego podopieczny po ukończeniu college’u będzie chciał założyć prywatną kancelarię (czynił nawet ku temu sposobne kroki). Tom jednak bardzo pozytywnie zaskoczył Vita – Hagen chciał „pracować dla Rodziny”. Z czasem Tom został prawą ręką Dona – objął funkcję consigliere. Miał z tego tytułu wiele nieprzyjemności, gdyż prawowity consigliere powinien być rodowitym Sycylijczykiem. Mimo tego bardzo dobrze pełnił swoją funkcję jako doradca. Jednakże nie będąc Sycylijczykiem, jego postępowanie, rady oraz decyzję jakie podejmował doprowadziły w istocie do jego usunięcia z tego stanowiska przez dona Michaela Corleone. Michael jako pierwszy dostrzegł iż wiedza prawnicza i mądrość Toma to za mało aby być consigliere. Tom był mężczyzną zbyt miękkim, nie potrafił, jak prawdziwy Sycylijczyk, zaryzykować wszystkiego dla honoru i zemsty. 
W Zemście Ojca Chrzestnego został porwany przez Nicka Geraciego w swoim własnym aucie i ogłuszony. Gdy się obudził, tonął w swym samochodzie na środku jeziora. Przed śmiercią wspominał jak zabił dilera wraz z Sonnym, gdy jeszcze był na ulicy jako dziecko.
Jego żoną była Teresa, miał z nią troje dzieci:
- Franka (ur. 1940)
- Andrew (ur. 1942)
- Ginny